# HT-02A
docomo PRO series HT-02A（ドコモ プロ シリーズ エイチティー ゼロ にー エー）は、HTC製のNTTドコモの第三世代携帯電話(FOMA)端末である。HTC Touch Diamondのドコモモデルにあたる。docomo PRO seriesの端末。

## 概要
- HTCのフルタッチパネル式スマートフォン、「HTC Touch Diamond」のドコモ向けモデル。ソフトバンクモバイルのX04HT、イー・モバイルのS21HTと類似しており、QWERTYキーボード付きのドコモのHT-01A（HTC Touch Pro）やソフトバンクモバイルのX05HTと姉妹機である。

- QWERTYキーボードを廃したことで、HT-01Aよりも大幅に薄型軽量になっている。この他、HT-01Aと比べ、電池パックも容量が小さく、microSDメモリカードスロットは省かれている。その代わりとして、4GBの大容量内蔵メモリを搭載している。

- HSDPAに対応し、ドコモのFOMAハイスピード（最大7.2Mbps）を利用できる。

- HT-01A同様にタッチパネルを使って操作する、3D画面のメニューである「TouchFLO」を採用し、天気予報やメール、電話帳直感的に操作できる独自の「TouchFLO3D」を搭載している。

- メインカメラはCMOS約320万画素のAFを搭載し、サブカメラはCMOSの約30万画素を搭載している。

- HT-01Aと同様にExcel、Word、PowerpointなどのMicrosoft Office系のファイルやPDF形式のファイルを閲覧、編集することが可能である。

- 端末での通信に関しては、iモードには対応せず、パケ・ホーダイ及びパケ・ホーダイフルの利用はできない。 その代りに、Biz・ホーダイダブルを利用することにより定額通信が可能である。

- HT-01Aなどと同様に個人で購入可能なスマートフォンである。

## メール・メッセンジャー
HT-02Aの通常のメーラーではプロバイダメールを使用することが出来る。iモードメールを利用するためにはiモード.netモバイルモードを使ったWebメールでの利用となる。

### プッシュ型電子メール
HT-02Aは、2種類のリアルタイム着信をするプッシュ型電子メールを利用することができる。メールが着信すると、着信音やバイブレーションで着信がわかり、未読がある場合、LEDが白く点灯する。
mopera U
1つがNTTドコモが提供している、ISPサービスであるmoperaUを利用したプッシュ型電子メールとなる。HT-02Aの接続用ISPとしてmopera Uのスタンダードプランを契約すると、利用することができ、@mopera.netのドメインのメールアドレスとなる。HT-02Aにはmopera U自動設定アプリが内蔵されており、簡単に設定することができる。
Windows Liveメール
もうひとつのプッシュ型電子メールはHotmailやWindows Live メールである。HT-02AにはWindows Liveサービスのアプリケーションがプリインストールされており、そのアプリケーションひとつとして、hotmail.comやlive.jpの設定ができ、リアルタイムでプッシュで電子メールを受信することができる。

### その他メール
POPメール、Webメール
Windows Liveやmoperaだけでなく、POP、IMAPのプロバイダメールや、GmailやYahoo!メールといったWebメールもメーラーを使って送受信が可能となる。メーラーには複数のメールアカウントを登録することができ、ビジネス、プライベートと分けて使うことが出来る。タイマー式のポーリング型受信になるが、5分、15分、30分、1時間と設定した時間に合わせ端末がメールサーバを確認しにいき、メールが着信すると、着信音等で通知される疑似PUSH受信が可能となる。手動での受信も可能である。
ビジネス利用
ビジネス向けではMicrosoft ActiveSyncの機能と、Exchange ServerのDirect PushやビジネスmoperaアクセスProの機能を使い、Exchange ServerのメールのPush受信やスケジューラと同期を図ることができる。その他に端末の遠隔操作、リモートワイプなどが可能となる。

### メッセンジャー
Windows Liveサービスのひとつとして、Windows Live Messengerといったインスタントメッセンジャーも内蔵されており、利用が可能である。メッセンジャーが着信すると、着信音やバイブレーションでメッセージの着信を知れせてくれる。

## 主な対応サービス
| 主な対応サービス           | 主な対応サービス                    | 主な対応サービス                | 主な対応サービス                            |
| -------------------------- | ----------------------------------- | ------------------------------- | ------------------------------------------- |
| DCMX／おサイフケータイ     | うた・ホーダイ                      | 着うたフル／着うた              | デジタルオーディオプレーヤー(WMA)(AAC)(MP3) |
| 直感ゲーム／メガiアプリ    | Music&Videoチャネル／ビデオクリップ | GSM／3Gローミング（WORLD WING） | プッシュトーク                              |
| FOMAハイスピード7.2Mbps    | GPS／ケータイお探し                 | デコメール／デコメ絵文字        | iチャネル                                   |
| 着もじ                     | テレビ電話／キャラ電                | 電話帳お預かりサービス          | フルブラウザ                                |
| おまかせロック／バイオ認証 | 外部メモリーへiモードコンテンツ移行 | トルカ                          | iC通信／iCお引越しサービス                  |
| きせかえツール／マチキャラ | バーコードリーダ／名刺リーダ        | 2in1                            | エリアメール                                |

## ソフトウェア
ソフトウェアは内蔵のアプリの他、様々なサイトで公開されている。ダウンロードサイトにアクセスし、インストールすることも可能だが、PCでアプリをダウンロードし、Microsoft ActiveSyncを使い、USB経由でHT-02Aへインストールすることも可能である。

ActiveSyncはアプリケーションのインストールのほかに、PC上のMicrosoft OutlookとHT-02AのPIM（メール、予定表、連絡先、仕事）との同期、企業利用であれば、Microsoft Exchange Serverとの同期、音楽、動画、その他ファイルのPCとの共有などができる。また音楽、動画、Word、Excel等のファイルの共有を図ることができる。
音楽の同期
動画、音楽と同期をとるためには、ActiveSyncの他にパソコン側でにWindows Media Player 10以上が必要となる。Windows Media playerで作成したプレイリストと同期を図ることができる。

### 主なアプリケーション
- ブラウザ：ポケットIE、Opera Mobile
- PIM：WindowsMobileOutlook/ActiveSync
- ポケットOffice6.1Pro（Pocket Word、Pocket Excel、Pocket PowerPoint）
- GPS ：（Google Maps「ストリートビュー可能」、ナビタイム等）
- ゲーム：（加速度センサーを利用した直感ゲーム等）
- mopera U簡単設定ソフト、Mzone（moperaU公衆無線LAN）自動ログイン機能
- その他 ：Windows Live、Adobe Reader LE、オーディオプレーヤー、オーディオブースター、Bluetooth Explorer、FMラジオ、ボイスレコーダー、ZIP、ストリーミングメディア、タスクマネージャ、伝言メモ、MP3 Trimmer、RSS Hub、クイックGPS、ボイス短縮ダイヤル、SIMマネージャ、YouTube等

## 歴史
- 2008年8月28日　 テュフ・ラインランド・ジャパン(TUV)による技術基準適合認定の設計認証（設計認証番号AD08-0238005）
- 2008年8月29日　 TUVによる技術基準適合証明の工事設計認証（工事設計認証番号005XYAA0179、005MWAA0119、005WWDA0126、005GZDA0077）
- 2008年9月18日　 HTC Nipponが開発を発表
- 2008年10月27日　連邦通信委員会(FCC)認証
- 2008年11月5日　 F-01A・F-02A・F-03A・F-04A・N-01A・N-02A・N-03A・N-04A・P-01A・P-02A・P-03A・P-04A・P-05A・SH-01A・SH-02A・SH-03A・SH-04A・L-01A・HT-01A・HT-02A・Nokia E71・BlackBerry Boldの開発を発表
- 2008年12月19日　発売